# Pixie-Bob

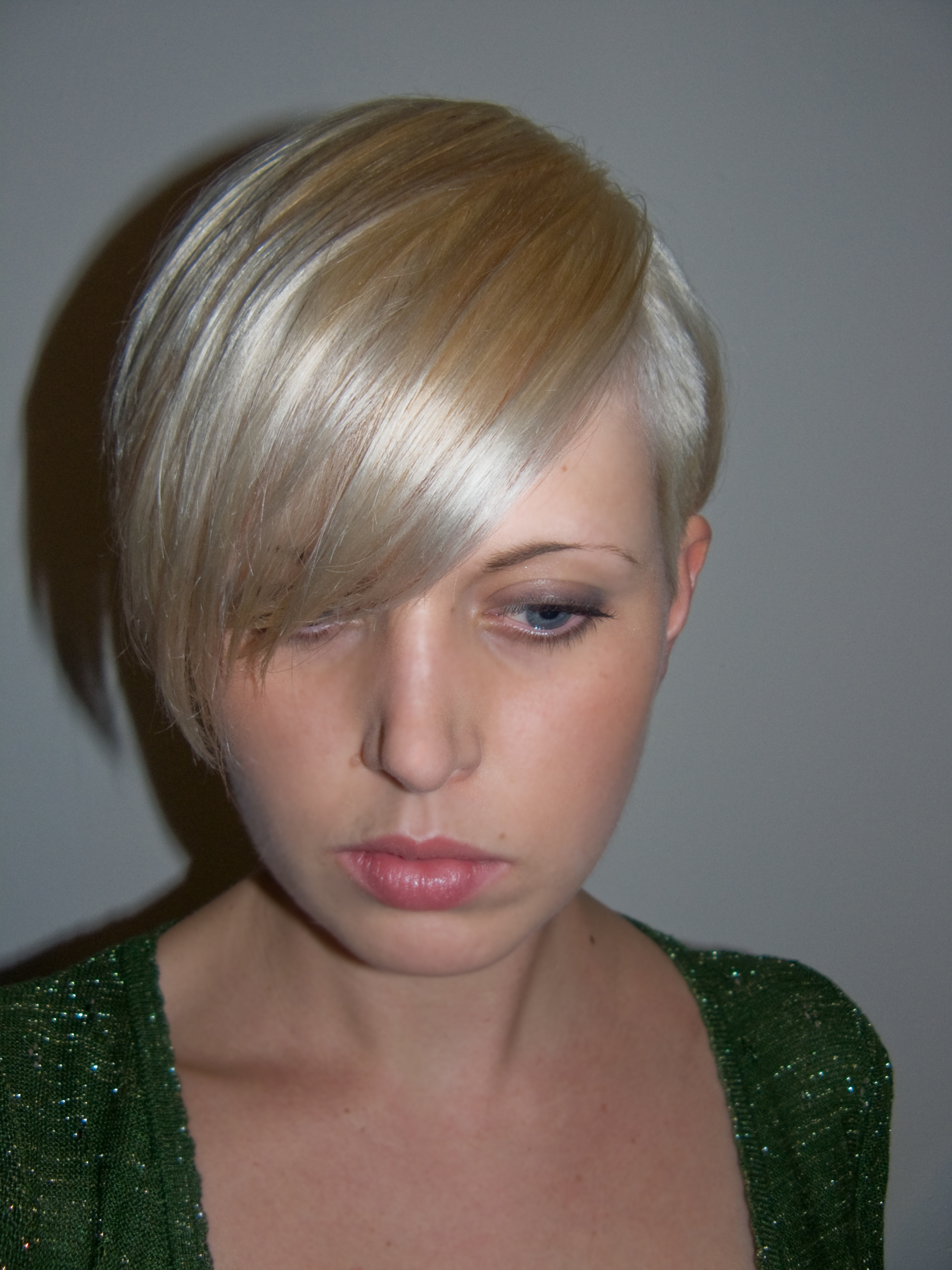
Asymmetrischer Pixie-Bob

Ein Pixie-Bob (auch Bixie oder Lop) ist ein moderner Haarschnitt für Damen, der ab Mitte der 2010er-Jahre immer beliebter wurde.

## Beschreibung
Ein Pixie-Bob ist eine Mischung aus Pixie und Bob und damit länger als ein Pixie, aber kürzer als ein Bob. Das brachte dieser Frisur auch den Namen "Lop" ein, eine Wortschöpfung aus englisch crop ‚abschneiden, abscheren‘ (als Hinweis auf den Pixie) und einem vorangestellten L für englisch long ‚lang‘, worunter ein "langer Pixie" zu verstehen ist. Ebenso ist "Bixie" eine verbreitete Bezeichnung, eine Zusammensetzung aus Bob und Pixie.
Wie bei Pixie und Bob gibt es zahllose Variationsmöglichkeiten, denen meist gemein ist, dass die Frisur über dem Hals endet und der Oberkopf sehr lang gehalten wird. Typisch für einen Pixie-Bob ist ein kurz geschorener Nacken, viel Volumen am Hinterkopf, eine über die Augen fallende Stirnpartie oder deutliche Asymmetrie.

## Geschichte
Nachdem der Pixie in den 2010er-Jahren ein Comeback erlebte, folgte als seine längere Variante der Pixie-Bob, der auch als kürzer geschnittener Bob verstanden werden kann, und wurde in den frühen 2020er-Jahren die Trendfrisur schlechthin. Verbreitung fanden derartige Frisuren erstmals in den 1990ern als kurzer, aber einfach gestylter Bob. Typisch waren anrasierte Nacken oder verdeckte Undercuts. Diese Frisuren werden heute als 90s Bixie, 90ies Pixie Bob usw. bezeichnet.